# مقاطعة يونيون (كنتاكي)
مقاطعة يونيون (بالإنجليزية: Union County, Kentucky)‏ هي إحدى مقاطعات ولاية كنتاكي في الولايات المتحدة. تأسست سنة 1811، بلغ عدد سكانها 15637 نسمة في عام 2010 حسب إحصاء مكتب تعداد الولايات المتحدة .

## وصلات خارجية
- www.ucky.org
- United States Counties